# Villa Urania
Villa Urania è una villa storica sita nel centro della città di Pescara, oggi sede del Museo Paparella Treccia Devlet.
L'edificio tardo ottocentesco fu costruito nel 1896 per volontà del barone Giandomenico Treccia e della consorte Urania Valentini, originari di Loreto Aprutino, quale villino al mare. Il fabbricato fu progettato dall'ingegnere Francesco Selecchy. In seguito, la villa fu ereditata dal professore Raffaele Paparella Treccia, in qualità di successore della famiglia degli zii materni dalla quale fu adottato. Oggi la villa ospita la collezione Paparella Treccia Devlet, frutto di quarant'anni di ricerca e di studi del professore, il quale ha donato la collezione e la villa ad una fondazione intitolata a lui e a sua moglie Margherita Devlet.

## Storia
Villa Urania si inserisce storicamente nello sviluppo turistico urbano verso il mare dell'allora Castellammare Adriatico, che vide protagonista e promotrice la famiglia Muzii, a seguito dell'inaugurazione, nel 1863, della linea ferroviaria Ancona-Castellammare, la cosiddetta Ferrovia Adriatica.

## Descrizione
L'edificio, costruito su due livelli, ha un blocco con pronao in antis a quattro colonne e terrazza sovrastante collocata al centro della facciata principale. Orizzontalmente la superficie è percorsa da una fascia modanata all'altezza dei davanzali e una decorata con un motivo di onde e dentelli all'altezza dell'imposta degli archi e delle aperture. L'alta trabeazione è caratterizzata dalla presenza di dentelli nella cornice e di triglifi nel fregio. 
Si accede al loggiato da piccole gradinate laterali, mentre sulla facciata lo spazio tra i plinti è occupato da balaustre. L'architrave è decorato nel fregio con un motivo a nastri e fiori, mentre il timpano presenta un rosone cieco costituito da un grande fiore e una cornice modanata con perle decorative, ed è sormontato da un acroterio a forma di conchiglia sorretta da spirali e foglie. 
Dell'impianto decorativo interno originario non si è conservato nulla, gli ambienti sono stati ristrutturati e restano alcune decorazioni a stucco risalenti, probabilmente, al dopoguerra.